# Péry
Péry (Duits (verouderd): Büderich) is een plaats en voormalige gemeente in het Zwitserse kanton Bern en maakt deel uit van het district Jura bernois.
Péry telt 1.359 inwoners.
Op 1 januari 2015 is Péry met de gemeente La Heutte gefuseerd tot de gemeente Péry-La Heutte.